# Arthur Currie

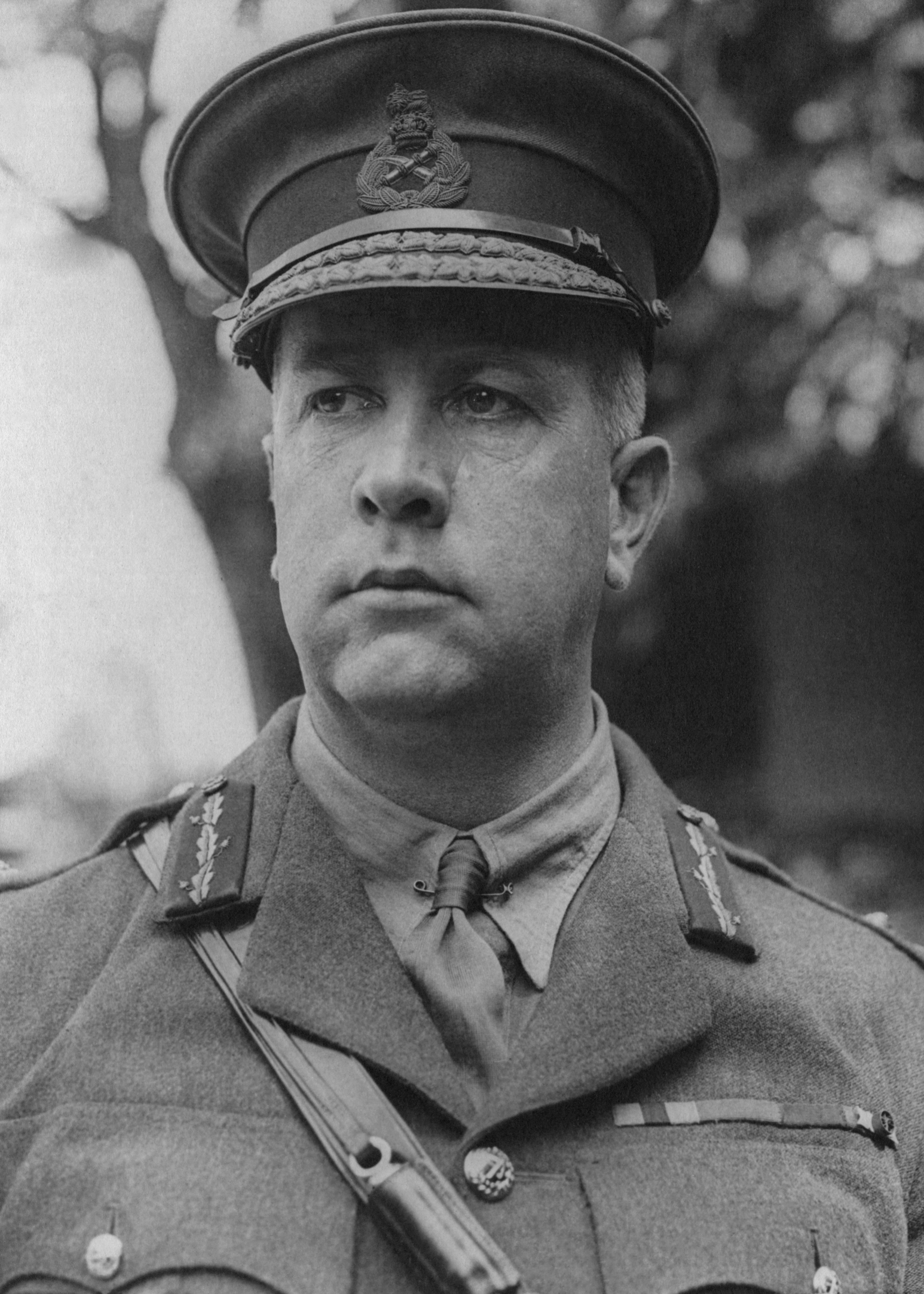
Arthur Currie

Arthur Currie (1875-1933) was de eerste Canadese commandant van de Canadian Expeditionary Force aan het westelijke front tijdens de Eerste Wereldoorlog. Hij behoorde tot de meest succesvolle geallieerde generaals en wordt tot op vandaag beschouwd als een van de beste commandanten uit de Canadese militaire geschiedenis.
Onder zijn leiderschap won de Canadese strijdmacht een lange reeks van veldslagen, vechtend als een onafhankelijke nationale eenheid, dit voor het eerst in een grote oorlog. Ze kregen al vlug de reputatie van het meest effectieve korps te zijn op het westelijke front.
Currie wordt vaak tegenover generaal Douglas Haig gezet, de Britse commandant die alle eenheden van het Britse Rijk onder zich had staan. Haig zond golven van duizenden soldaten naar een bijna zekere dood in de strijd, terwijl Currie probeerde om zo min mogelijk slachtoffers te maken. Arthur Currie ontving de Amerikaanse Army Distinguished Service Medal.